# Вердала
Вердала — официальная летняя резиденция президента Мальты, расположенная в муниципалитете Динжли на юго-западе острова. Название дано в честь великого магистра Мальтийского ордена Гуго де Лубенса Вердала. Дворец окружён так называемыми садами Бускетт — естественным лесным массивом длиной около 800 м и средней шириной 200 м. Сады являются одним из немногих мест на острове со сточной водой благодаря каналу-ручью, русло которого расположено в скалах Динжли к югу от них. Как правило, он закрыт для общественности, за исключением ежегодного Бала августовской луны.

## История
Дворец был построен Джироламо Кассаром по распоряжению Гуго Лубена де Вердаля к 1586 году (началось строительство приблизительно в 1582 году) в северо-восточной части Бускеттского леса, служившего рыцарям охотничьими угодьями. Ранее, в 1557 году, великим магистром Жаном де ла Валеттом здесь был устроен небольшой охотничий домик, и место для строительства дворца было выбрано именно по причине увлечения рыцарей охотой.
После занятия острова в 1800 году англичанами (за два года до этого Мальта была оккупирована французами) дворец использовался как тюрьма для французских военнопленных. В период правления англичан дворец сначала служил фабрикой по производству шёлка, затем оказался заброшен и начал разрушаться, но в середине столетия был реконструирован и в 1858 году стал официальной летней резиденцией британских губернаторов. С началом Второй мировой войны здание служило убежищем для различных произведений искусства, эвакуированных из Валетты, административного центра колонии. В 1982 году была проведена очередная реконструкция здания, после чего оно стало служить домом для приёма гостей, прибывающих в страну (Мальта к тому времени уже была независимым государством). С 1987 года дворец является официальной летней резиденцией президента Мальты.

## Архитектура
В плане дворец выполнен довольно просто: имеет четырёхугольную структуру, длина каждой стены составляет порядка 30 м, общая площадь помещений двух этажей — около 1800 м. По углам здания располагаются четыре башни, построенные формально для защиты от возможных нападений османов, но на деле декоративные и не имеющие стратегического значения. Здание выстроено таким образом, чтобы солнечный свет падал на дворец в течение всего дня. С крыши здания открывается панорамный вид на остров. Дворец окружён сухим рвом (порода, извлечённая из него, была использована для возведения замка). Внутри главного входа установлен мраморный бюст великого магистра де Вердаля. Сразу за входом располагается небольшое квадратное фойе, за ним расположена прямоугольная зала с высоким потолком, служившая, вероятно, столовой; её длина составляет около 20 м. Потолок здесь украшен фресками Паладиньего конца XVI века, представляющими собой сцены из жизни Вердаля, с изображением восьми мифологических фигур и двух аллегорий. По обе стороны от фойе и столовой расположено по три квадратных помещения, в одном из которых устроена винтовая лестница для подъёма на второй этаж; длина и ширина этих помещений составляет порядка 10 м. На втором этаже имеется ряд элементов барочного стиля, в том числе балконы, перила кровельного ограждения и небольшие колонны между окнами. Из этого можно сделать вывод, что второй этаж был достроен позднее. На полу второго этажа, в зале, расположенной около винтовой лестницы, есть две шахматных доски, выгравированных на каменном полу; они были сделаны французскими военнопленными. Четыре башни делятся на небольшие комнаты (являющиеся в том числе своего рода третьим этажом), в том числе комната пыток времён господства на острове мальтийских рыцарей.

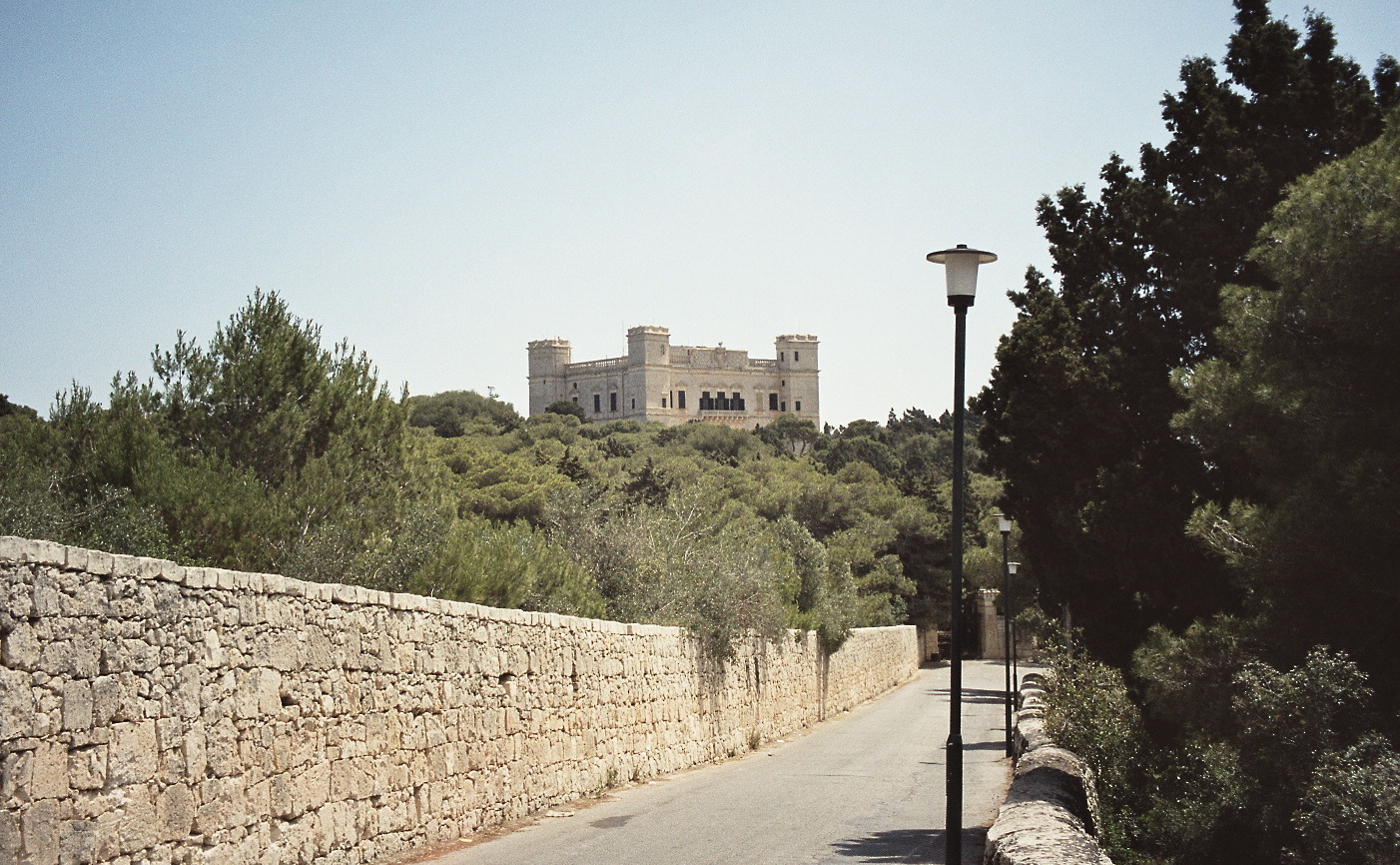
Бускеттские сады[англ.]
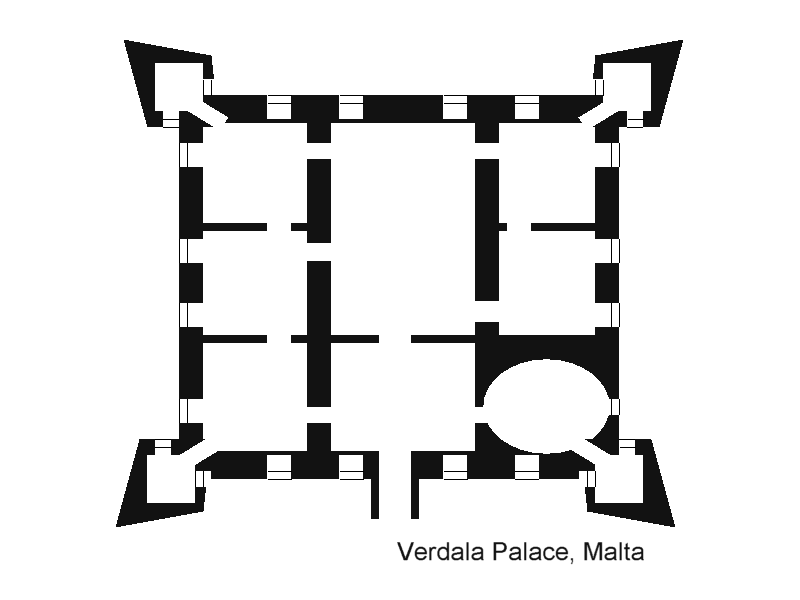
План первого этажа здания